# Georges Poulet
Georges Poulet (Chênée, 1902 – Bruxelles, 31 dicembre 1991) è stato un critico letterario belga.

## Biografia
Nato a Chênée (oggi parte della città di Liegi), in una famiglia piccolo-borghese e cattolica di lingua francese, fratello minore dello scrittore Robert Poulet (dopo la guerra accusato con Céline di collaborazionismo), dopo aver ottenuto il dottorato presso l'Università di Liegi dal 1927 ha insegnato all'Università di Edimburgo, dal 1952 alla Università Johns Hopkins, quindi all'Università di Zurigo e a quella di Nizza.
Pur non avendo mai insegnato all'Università di Ginevra, Poulet è però considerato tra i critici letterari della scuola di Ginevra, che comprende Albert Thibaudet, Marcel Raymond, Albert Béguin, Jean Rousset, Jean Starobinski e Jean-Pierre Richard, tutti in qualche modo rifiutanti l'approccio formale della critica testuale, secondo il magistero di Gaston Bachelard e Maurice Blanchot, verso lo studio dell'interiorità dello scrittore e, per Poulet, in particolare, la percezione bergsoniana della durata.
Il suo lavoro è stato in contatto con le opere critiche di Jacques Rivière, Charles Du Bos, Wilhelm Dilthey e Friedrich Gundolf, influenzando il decostruzionismo americano di J. Hillis Miller.
Dopo la tetralogia Études sur le temps humain (il cui primo volume ha ottenuto il "Prix Sainte-Beuve", il secondo il "Grand Prix de la Critique littéraire" e un premio dell'Académie française), Poulet si è messo a studiare l'esperienza della temporalità in autori come Molière, Proust, Flaubert, Montaigne, René Char o Baudelaire per ricostruire il "cogito" o coscienza di ognuno di essi.
Ha anche curato opere intime di Henri-Frédéric Amiel e Joseph Joubert e le poesie di Maurice Scève.

## Opere
- Études sur le temps humain, Plon, 1949
- La Distance intérieure (vol. 2 di Études sur le temps humain), Plon, 1952
- Prefazione a Jean-Pierre Richard, Littérature et sensation, Seuil, 1954
- Le Point de départ (vol. 3 di Études sur le temps humain), Plon, 1964
- Mesure de l'instant (vol. 4 di Études sur le temps humain), Plon, 1968
- Les Métamorphoses du cercle, prefazione di Jean Starobinski, Plon, 1961; Flammarion, 1979; trad. Giovanni Bogliolo, Le metamorfosi del cerchio, Milano: Rizzoli, 1971
- Maurice Scève, Oeuvres poétiques complètes (a cura di), Union Générale d'Éditions, 1971
- L'Espace proustien, Gallimard, 1963, 1988; trad. Giampiero Posani, Lo spazio di Proust, Napoli: Guida, 1972
- Henri-Frédéric Amiel, Journal intime: l'année 1857 (a cura di), Union Générale d'Éditions, 1965
- Joseph Joubert, Pensées (a cura di), Union Générale d'Éditions, 1966
- Benjamin Constant par lui-même, Seuil, 1968
- Trois Essais de mythologie romantique, Corti, 1966; 1985
- Les Chemins actuels de la critique, Plon, 1967 (colloqui di Cerisy-la-Salle nel settembre 1966)
- Prefazione a René de Chantal, Marcel Proust: critique littéraire, 2 voll., Presses de l'Université de Montréal, 1967
- Qui etait Baudelaire? (con Robert Kopp), Skira, 1969
- Mouvements premiers: études critiques offertes a Georges Poulet, Corti, 1972
- Intervista con Georges Poulet e con J.-P. Richard, a cura di Franco Giacone, in "Micromegas", II, 2, maggio-agosto 1975, pp. 67–91
- La Conscience critique, Corti, 1971; trad. Giovanni Bogliolo, La coscienza critica, Genova: Marietti, 1991
- Entre moi et moi: Essais critiques sur la conscience de soi, Corti, 1977
- Albert Beguin et Marcel Raymond  (a cura di), Corti 1979 (colloqui di Cartigny)
- La poésie éclatée: Baudelaire/Rimbaud, PUF, 1980
- Correspondance de Marcel Raymond et Georges Poulet (1950-1977), a cura di Pierre Grotzer, introduzione di Henri Gouhier, Corti, 1981
- La Pensée indéterminée, 3 voll., PUF:
  - De la Renaissance au romantisme, 1985
  - Du romantisme au début du XXe siècle, 1987
  - De Bergson à nos jours, 1990
- Stéphanie Cudré-Mauroux e Olivier Pot (a cura di), Georges Poulet parmi nous, Slatkine & Archives Suisses, 2004
- Postfazione a René Char, Le vicinanze di Van Gogh, a cura di Cosimo Ortesta, Milano: SE, 2005